# Phyllodonta flexilinea
Phyllodonta flexilinea är en fjärilsart som beskrevs av W. Warren 1904. Phyllodonta flexilinea ingår i släktet Phyllodonta och familjen mätare. Inga underarter finns listade i Catalogue of Life.